# Emili Soler i Fors
Emili Soler i Fors (Canet de Mar, 30 abril 1871 - Vilanova i la Geltrú, 22 novembre 1945) fou un pedagog i activista cultural.

## Biografia
Nascut en el si d'una família de posició modesta, cursà els estudis de magisteri, aconseguint amb el número u de la seva promoció ingressar, a disset anys, com a mestre a l'escola d'Amposta. El 1896 obtingué per concurs la plaça de mestre a l'escola de Mont-roig del Camp. Allí establí un sistema de pedagogia pràctica i viscuda, una escola activa i participativa, i promogué la construcció, que s'encarregà a l'arquitecte Ramon Salas i Ricomà, d'un nou edifici escolar —actualment la Casa de Cultura Agustí Sardà—, llavors un dels més innovadors de Catalunya, aconseguint l'escolarització de la totalitat dels infants de Mont-Roig, motius pels quals el 22 de març de 1910 se li concedí la Gran Creu de l'Orde d'Alfons XII.
Va ser, també, un dels promotors del Casino Agrícola i del Sindicat Agrícola Mont-rogenc, amb una secció de crèdit (caixa rural) per als seus socis.
Posteriorment, fou designat inspector d'ensenyament a Barcelona, on hi romangué fins a la seva jubilació el 1941.
Ja inspector d’ensenyament a Barcelona, durant la dictadura de Primo de Rivera, va tenir una enganxada amb el governador civil de Barcelona, el general Milans del Bosch, que pretenia que li donés una relació dels mestres que ensenyaven en català a les escoles de Barcelona per confinar-los lluny i, en negar-s’hi, va ser traslladat com a represàlia a la ciutat de Palència sense cap tràmit previ. Malgrat això, ja a Palència, va fer arribar personalment les seves queixes al ministre d’Educació Pública, que visità personalment a Madrid, per indicació del llavors ministre d´Hisenda José Calvo Sotelo, al que havia conegut en la inauguració d´una escola de Meneses. Y el varen ajudar a  tornar a Barcelona.